# 1923 en Inde
Chronologie de l'Inde
- 1919
- 1920
- 1921
- 1922
- 1923
- 1924
- 1925
- 1926
- 1927

Cette page concerne les évènements survenus en 1923 en Inde  :

## Évènement
- Rébellion de Rampa (fin en mai 1924).
- Official Secrets Act (en), loi antiespionnage de l'Inde.
- 10 juin : Élections législatives

## Cinéma
- Soixante-dix pour cent des films muets produits par le cinéma indien, jusqu'en 1923, sont soit mythologiques, soit dévotionnels. Les dieux sont représentés dans les films mythologiques, tandis que les hommes-dieux figurent dans les films dévotionnels. Les trente pour cent restants sont associés aux genres du drame historique et social.
- Madhu Bose (en), réalisateur et scénariste de films hindi et bengali, commence sa carrière en tant qu'acteur avec Madan Theatres Ltd
- J. F. Madan, qui a créé Madan Theatres Ltd. en 1919, décède en 1923. Son troisième fils, J. J. Madan, reprend la direction de Madan Theatres.
- Sortie des films : Noorjehan, Patni Pratap et Savitri.

## Littérature
- Ramarajiyamu ou Narapativijayamu de Venkayya.

## Création
- Diocèse catholique de Calcutta (en)
- Mathrubhumi (en), journal.
- Parc national d'Intanki
- Parti Swaraj (en)

## Dissolution
- Banque Alliance de Simla (en)

## Naissance
- Dev Anand, acteur, réalisateur et producteur.
- Ram Prakash Gupta (en), personnalité politique.
- Ranjit Lal Jetley (en), militaire et scientifique.
- Kovilan (en), romancier.
- H. S. S. Lawrence (en), enseignant.
- Mukesh, chanteur.
- Ki. Rajanarayanan (en), écrivain.
- Nandamuri Taraka Rama Rao, acteur.
- Swami Satyananda Saraswati, samnyâsin.
- Mrinal Sen, réalisateur.
- Nirmala Srivastava, fondatrice du mouvement Sahaja Yoga.
- Habib Tanvir (en), scénariste.
- Johnny Walker, réalisateur.

## Décès
- ʿAbd al-Hayy al-Hasanī (de), spécialiste indien de l'Islam.
- Kadambini Ganguly, médecin.
- S. Kasturi Ranga Iyengar (en), avocat et indépendantiste.
- J. F. Madan, producteur et distributeur de films.
- Akshay Kumar Sen (en), écrivain.